# Црна звезда
Црна звезда је гравитациони објекат састављен из материје. Она је теоретска алтернатива конпецту црне рупе из опште теорије релативности. Теоретска конструкција је креирана кроз употребу поли-класичне теорије гравитације. Слична структура би требало да постоји и за Ајнштајн-Максвел-Дирак систем једначина, који је класична граница квантне електродинамике, и за Ајнштајн-Јанд-Милс-Дирак систем, који је класична граница стандардног модела.
Црна звезда не мора имати хоризонт догађаја, и може али и не мора бити у транзитној фази између колапсирајуће звезде и гравитационе сингуларности. Црна звезда се ствара при сабијању материје на брзини нешто мањој од брзине слободног пада хипотетичке честице која пада ка центру своје звезде, јер квантни процеси стварају вакуумску поларизацију, који ствара облик дегенеративног притиска, што спречава временски простор (као и честице садржане у њему) од заузимања истог простора у исто време. Ова енергија вакуума је теоретски неограничена, те када би се надоградила довољно брзо, зауставила би гравитациони колапс од стварања сингуларитета. Ово може захтевати вечно опадајућу стопу колапса, што доводи до бесконачног времена колапсирања или асимптотичног прибегавања радијуса броју испод нуле.
Црна звезда са радијусом који је мало већи од предвиђеног хоризонта догађаја за еквивалентну масу црне рупе ће се појавити као врло тамна тако што ће скоро сва произведена светлост бити усисана назад у звезду, те ће било каква светлост која покуша да побегне бити значајно гравитацијски црвено помакнута. Појавиће се скоро исто као црна рупа. Имаће особину Хокингове радијације, док виртуелне честице створене у близини могу и даље бити раздвојене, са једном честицом која бежи и другом која бива заробљена. У наставку, она ће створити термалну Планк радијацију која ће личити на очекивану Хокингову радијацију, еквивалент црне рупе.
Предвиђена унутрашњост црне звезде ће бити састављена од овог чудног стања временског простора са сваком дужином у ширини која се помера ка унутрашњости, те се појављује исто као црна рупа, еквивалентне масе и радијуса, са скинутим прекривачем. Температура црне звезде се повећава са све већом дубином мерења, према центру.